# خونتا د بییالبا د لسا
خونتا د بییالبا د لسا (به اسپانیایی: Junta de Villalba de Losa) یک شهرستان در اسپانیا است.